# The Way Ahead
The Way Ahead is een zwart-witte Britse propaganda- en oorlogsfilm uit 1944 onder regie van Carol Reed, naar een scenario van Eric Ambler en Peter Ustinov. De film werd gemaakt door de Army Kinematograph Service (dus een overheidsinstantie), op initiatief van Winston Churchill (die graag een tegenhanger van In Which We Serve wilde zien, gericht op het leger); hij zette David Niven op het project.
Het is een remake van de korte film The New Lot (1943), met dezelfde regisseur, dezelfde scenaristen en enkele zelfde acteurs (John Laurie, Peter Ustinov). 
In de Verenigde Staten werd een aangepaste versie uitgebracht onder de titel The Immortal Battalion. Destijds werd de film in Nederland uitgebracht onder de titel De weg die voor ons ligt.
De film valt op door de zeer beleefde toonzetting (het is een propagandafilm, gemaakt tijdens de oorlog, gericht op een Brits publiek). Verder is er veel contemporair (Brits) oorlogsmateriaal te zien. De eindcredits zijn bijna gelijk aan de eindcredits van de latere televisieserie Dad's Army, waarbij John Laurie in beide versies te zien is.

## Verhaal
Zes Britse burgers worden tijdens de oorlog opgeleid tot toegewijde soldaten. Vervolgens wordt hun bataljon per schip over zee gezonden, en zien ze uiteindelijk actie tijdens de Noord-Afrikaanse Veldtocht. De film sluit dan ook af met "The Beginning" (ipv "The End").

## Rolverdeling
| Acteur               | Personage                          |
| -------------------- | ---------------------------------- |
| David Niven          | Luitenant Jim Perry                |
| Stanley Holloway     | Ted Brewer                         |
| James Donald         | Evan Lloyd                         |
| John Laurie          | Luke                               |
| Leslie Dwyer         | Sid Beck                           |
| Hugh Burden          | Bill Parsons                       |
| Jimmy Hanley         | Geoffrey Stainer                   |
| William Hartnell     | Sergeant Ned Fletcher              |
| Reginald Tate        | Officier in het trainingskamp      |
| Leo Genn             | Kapitein Edwards                   |
| John Ruddock         | Gepensioneerde soldaat uit Chelsea |
| A. Bromley Davenport | Gepensioneerde soldaat uit Chelsea |
| Renée Asherson       | Marjorie Gillingham                |
| Mary Jerrold         | Mevrouw Gillingham                 |
| Tessie O'Shea        | Artieste                           |